# Motor de detonación por pulsos

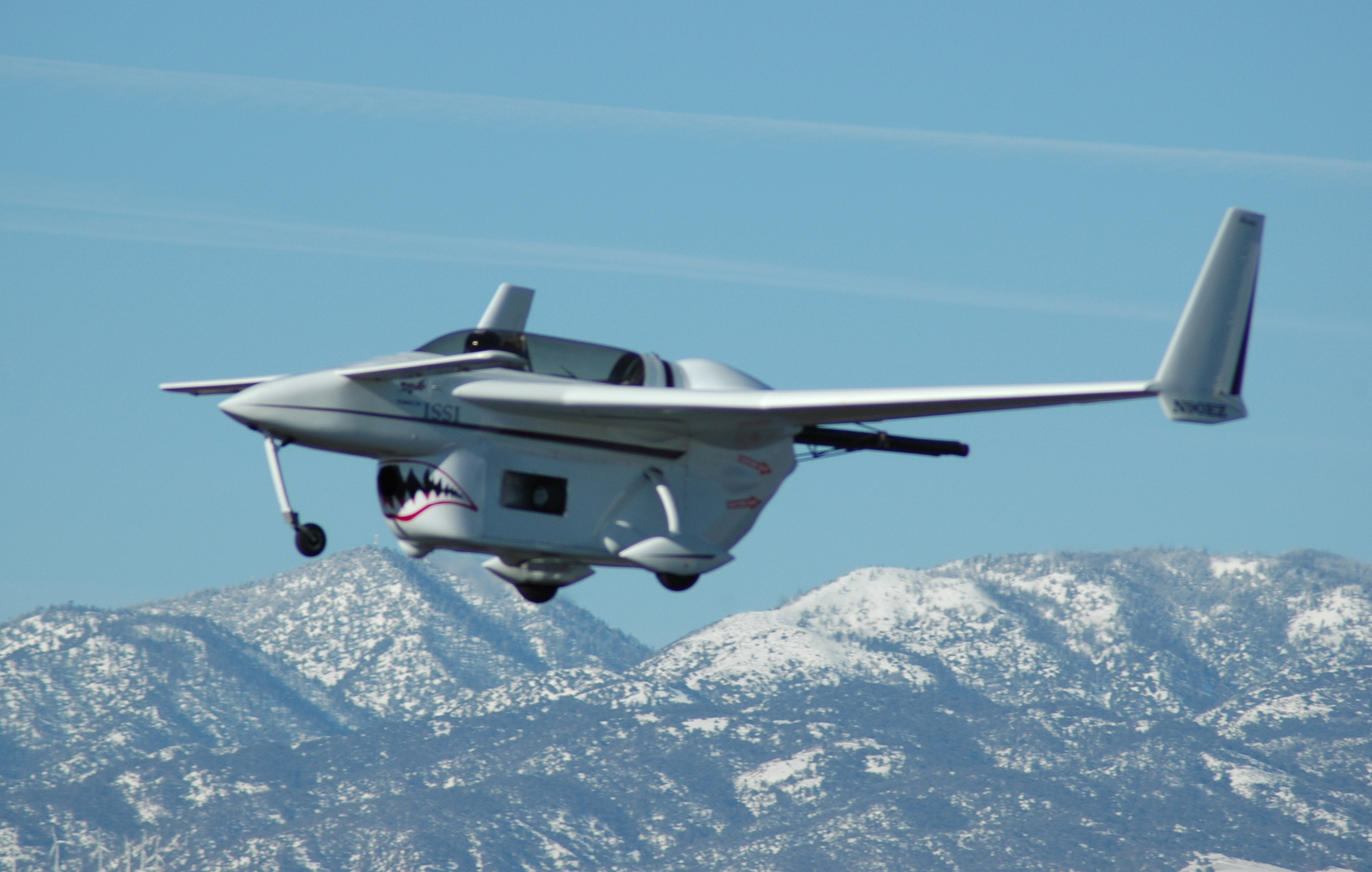
Aeronave propulsada por PDE

Un motor de detonación por pulsos, o "PDE" (del inglés, Pulse Detonation Engine), es un tipo de sistema de propulsión aérea que utiliza ondas de detonación para producir la combustión de una mezcla de combustible y oxidantes. El motor se dice que funciona por pulsos debido a que dicha mezcla debe renovarse dentro de la cámara de combustión antes de que se genere cada onda de detonación por una fuente de ignición. Teóricamente, un PDE puede operar desde velocidades subsónicas hasta hipersónicas, incluso alrededor de Mach 5. Un diseño ideal de un PDE tendría una eficiencia termodinámica mayor que otros tipos de motores, como turbojets o turbofans, debido a que cada onda de detonación comprime rápidamente la mezcla y aporta calor manteniendo un volumen constante. Por lo tanto, las partes móviles presentes en otro tipo de motores, como los compresores axiales, no son necesarios en un PDE, lo cual puede reducir significativamente tanto el peso como el coste. Los PDEs se llevan estudiando como propulsores desde hace unos 70 años. Los principales retos a los que se enfrenta su desarrollo consisten en lograr una mezcla eficiente y rápida del combustible y los oxidantes, la prevención de la autoignición, y la integración adecuada con el resto del sistema.
Hasta la fecha, ningún PDE ha sido puesto en producción, aunque algunos motores de este tipo han sido construidos, y uno de ellos se integró de forma satisfactoria en un prototipo de aeronave de baja velocidad, la cual voló gracias únicamente a un PDE en 2008. En junio de 2008, la DARPA (Defense Advanced Research Projects Agency) lanzó el sistema Blackswift, cuyo objetivo era utilizar esta tecnología para alcanzar velocidades de hasta Mach 6. El proyecto, sin embargo, fue suspendido poco después en octubre de 2008.